# SN 2006td
SN 2006td – supernowa typu Ia odkryta 24 grudnia 2006 roku w galaktyce A015815+3620. W momencie odkrycia miała maksymalną jasność 15,10m.